# Алексеев, Валерий Борисович
Вале́рий Бори́сович Алексе́ев (род. 28 января 1948 года, Кохтла-Ярве (Эстония)) — учёный в области математической кибернетики, доктор физико-математических наук, заслуженный профессор МГУ, заведующий кафедрой факультета ВМК МГУ,.

## Биография
В 1964 году окончил физико-математическую школу-интернат № 18 в Москве (первый выпуск СУНЦ МГУ).
В 1964 году, как призёр 6-й Международной математической олимпиады был принят без экзаменов на механико-математический факультет МГУ, который окончил с отличием в 1969 году.
В 1969—1970 годах обучался в аспирантуре механико-математического факультета МГУ, а с 1970 года в аспирантуре факультета вычислительной математики и кибернетики МГУ, которую окончил в 1972 году.
Кандидат физико-математических наук (1972). Тема диссертации: «О простых базисах k-значной логики» (научный руководитель С. В. Яблонский).
Доктор физико-математических наук (1995). Тема диссертации: «Методы искусственных ограничений и полилинейных форм для решения некоторых метрических и алгоритмических задач в теории дискретных функций».
В 1997 году присвоено звание профессора.
В Московском университете работает с 1972 года в должностях: ассистент кафедры математической логики и теории автоматов (с 1975 года — кафедра математической кибернетики) (1972—1976) ВМК МГУ, доцента (1976—1997), профессор (с 1997) кафедры математической кибернетики ВМК МГУ. Заведующий кафедрой математической кибернетики ВМК МГУ с 1998 года.

## Награды, премии, почётные звания
- Медаль «В память 850-летия Москвы» (1997).
- Ломоносовская премия за педагогическую деятельность (2004)[5].
- Почётный работник высшего профессионального образования Российской Федерации (2005).
- Медаль ФНПР «100 лет профсоюзам России» (2005).
- Заслуженный профессор Московского университета (2007).
- Звание ветерана труда (2008).

## Преподавательская деятельность
За время работы в МГУ Валерий Алексеев разработал и читал обязательные курсы «Дискретная математика», «Математическая логика», «Сложность алгоритмов», «Прикладные вопросы кибернетики» («Математические вопросы синтеза интегральных схем» на факультете ВМК МГУ, курс «Основы кибернетики» на ВМК МГУ и факультете психологии МГУ, читал спецкурсы по теории графов и квантовым вычислениям.

## Научная деятельность
Основные научные результаты Валерия Алексеева относятся к теории дискретных функций и сложности алгоритмов.
Алексеевым разработан метод искусственных ограничений для оценки числа дискретных функций и других дискретных объектов с заданными свойствами. С помощью этих методов им установлена асимптотика логарифма числа функций от n переменных для многих важных классов дискретных функций, в частности, для произвольного конечного частично упорядоченного множества он установил асимптотику логарифма числа функций от n переменных, монотонных относительно этого частичного порядка. Им разработаны методы построения быстрых алгоритмов для распознавания свойств дискретных функций, заданных векторами значений, с применением методов алгебры, и построены быстрые алгоритмы для распознавания многих свойств, заданных предикатами. Им получен ряд результатов о сложности алгоритмов для умножения матриц и других алгебраических операций, установлены интересные связи между существованием быстрых алгоритмов и существованием специальных алгебр. Им исследованы свойства так называемых простых базисов в многозначных логиках, описаны фрагменты решетки замкнутых классов в многозначных логиках, получен ряд важных результатов в теории графов и теории частично упорядоченных множеств.
Член экспертного совета ВАК РФ.
Заместитель главного редактора журнала «Дискретная математика».
В 1981—1982 годах находился на научной стажировке в университете штата Колорадо в Боулдере США.
В 1985—1986 годах проводил совместные научные исследования в Фуданьском университете в Шанхае Китай.
Валерий Алексеев выступил научным руководителем 11 кандидатов наук.